# Scratching (street art)

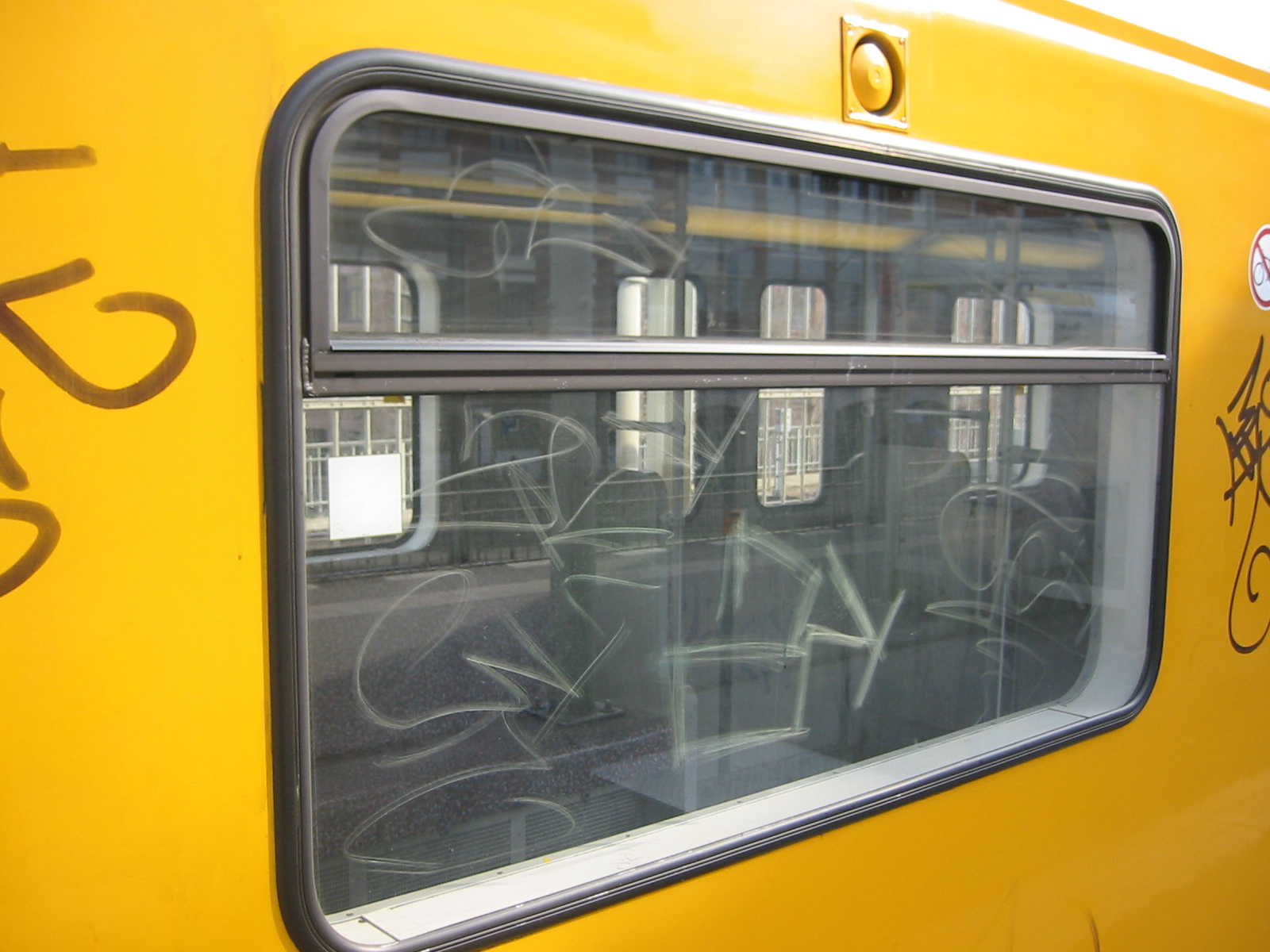
Scratching sulle finestre della Metropolitana di Berlino

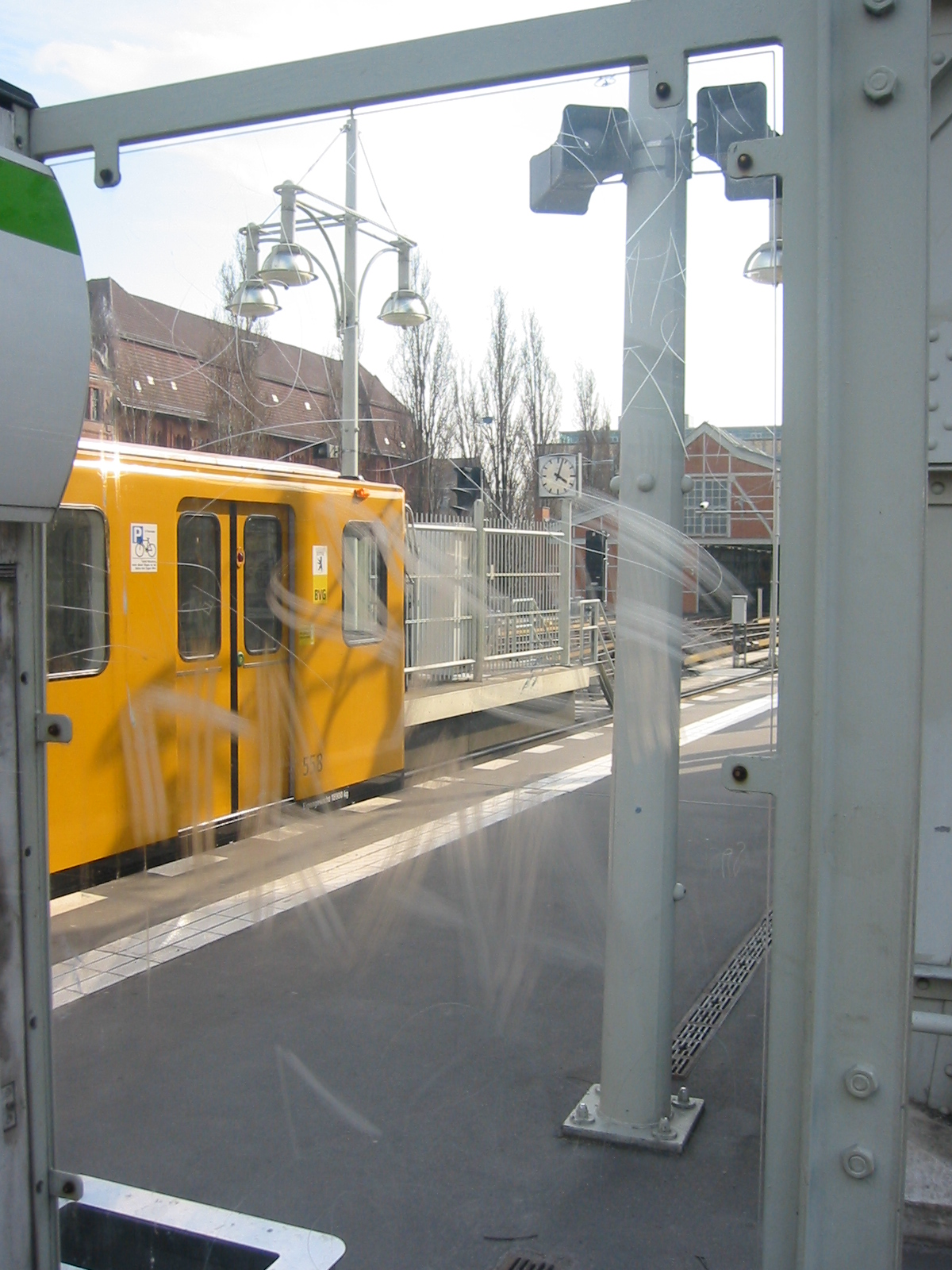
Vetri graffiati nella stazione di Warschauer Straße di Berlino.

Con il termine scratching (dall'inglese to scratch, graffiare) si riferisce ad una forma di graffiti dove delle superfici di vetro, di plastica o verniciate vengono deliberatamente graffiate.
Particolarmente colpite sono le finestre dei trasporti pubblici quali treni, tram e autobus. Questi cosiddetti "scratchiti" di solito sono creati tramite pezzi di vetro rotti, pietre marmoree o martelli emergenza. La maggior parte delle scritte sono scratch tag, ovvero tag incise.
Una variante dello scratching consiste nel corrodere i vetri (etching) tramite dei markers riempiti di acido fluoridrico. È una tecnica molto pericolosa, sia per chi la attua, sia per i passeggeri ignari, a causa del possibile contatto dell'acido con la pelle. 
Il fenomeno dello scratching è nato nella metà degli anni novanta a New York, diffondendosi poi alla fine dello stesso decennio in Germania e, negli anni 2000, in Italia.
Questi atti vengono considerati prevalentemente come vandalismo o danneggiamenti della proprietà. Legalmente, non c'è alcun dubbio che vi sia un reato, ma le pene sono spesso difficili da imporre poiché i responsabili vengono raramente colti in flagrante.